# 延德郡
延德郡，中国唐朝设置的郡。
天宝元年（742年）以振州改置，治所在宁远县（今海南省三亚市崖城镇）。辖境同振州。乾元元年（758年）复为振州。